# Bahamas National Open
O Bahamas National Open foi um torneio masculino de golfe no PGA Tour, que foi disputado pela última vez em 1971, tendo como vencedor o jogador de golfe Bob Goalby, dos Estados Unidos.

## Anfitriões do torneio
Esta lista está incompleta
- 1971 Lucayan Country Club, em Freeport, Bahamas.
- 1970 Kings Inn & Golf Club (Campo Emerald), em Freeport, Bahamas.

## Campeões
Esta lista está incompleta
Bahamas National Open
- 1971 Bob Goalby[1]

Bahama Islands Open
- 1970 Doug Sanders

Nassau Open
- 1937 Sam Snead

Nassau Bahamas Open
- 1928 Gene Sarazen